# Schweizer Nordische Skimeisterschaften 1966
Die Schweizer Nordischen Skimeisterschaften 1966 fanden am 12. und 13. Februar 1966 in Andermatt, am 16. Januar 1966 in Le Sentier, am 30. Januar 1966 im Eigenthal bei Luzern und am 20. März 1966 in Langenbruck statt. Ausgetragen wurden im Skilanglauf die Distanzen 15 km, 30 km und 50 km, sowie die 1 × 10 km + 3 × 7,5 km Staffel. Konrad Hischier gewann über 15 km und 30 km sowie mit der Staffel vom SC Obergoms. Zudem triumphierte Denis Mast über 50 km. Bei den Frauen wurde ein 10-km-Lauf mit acht Starterinnen absolviert. Dabei siegte Jacqueline Frey. Das Skispringen gewann Heribert Schmid und die Nordische Kombination Alois Kälin.

## Skilanglauf

### Männer

#### 15 km
| Platz | Name             | Verein               | Zeit (std) |
| ----- | ---------------- | -------------------- | ---------- |
| 01    | Konrad Hischier  | SC Obergoms          | 1:01:08    |
| 02    | Josef Haas       | SC Marbach           | 1:02:01    |
| 03    | Alois Kälin      | SC Einsiedeln        | 1:03:07    |
| 04    | Franz Kälin      | SC Einsiedeln        | 1:03:34    |
| 05    | Denis Mast       | Les Cernets          | 1:05:13    |
| 06    | Hermann Kreuzer  | SC Obergoms          | 1:05:41    |
| 07    | Hanspeter Kasper | SC Alpina St. Moritz | 1:06:27    |
| 08    | Flury Koch       | SC Alpina St. Moritz | 1:06:37    |
| 09    | Hans Oberer      | Grenzwachtkorps Chur | 1:06:39    |
| 10    | Venanzio Maranta | Grenzwachtkorps      | 1:06:56    |

Datum: Samstag, 12. Februar 1966 in Andermatt
 Mit 53 Sekunden Vorsprung gewann erneut Konrad Hischier vor Josef Haas und Alois Kälin.

#### 30 km
| Platz | Name            | Verein        | Zeit (std) |
| ----- | --------------- | ------------- | ---------- |
| 01    | Konrad Hischier | SC Obergoms   | 1:50:05    |
| 02    | Denis Mast      | Les Cernets   | 1:54:20    |
| 03    | Josef Haas      | SC Marbach    | 1:54:24    |
| 04    | Paul Bebi       | SC Davos      | 1:57:21    |
| 05    | Franz Kälin     | SC Einsiedeln | 1:58:06    |
| 06    | Henri Niquille  | SC La Brévine | 1:59:31    |
| 07    | Bernard Brandt  | SC La Brévine | 2:00:11    |
| 08    | Franz Oetiker   | Chur          | 2:00:30    |
| 09    | Hermann Kreuzer | SC Obergoms   | 2:00:57    |
| 10    | Michel Haymoz   | Riaz          | 2:01:31    |

Datum: Sonntag, 16. Januar 1966 in Le Sentier

Nach 1962 und 1965 siegte der Obergomser Konrad Hischier zum dritten Mal über diese Distanz. Es waren 104 Läufer am Start.

#### 50 km
| Platz | Name                    | Verein         | Zeit (std) |
| ----- | ----------------------- | -------------- | ---------- |
| 01    | Denis Mast              | Les Cernets    | 2:55:42    |
| 02    | Konrad Hischier         | SC Obergoms    | 2:59:12    |
| 03    | Venanzio Maranta        | San Bernardino | 3:01:38    |
| 04    | Hans Oberer             | Splügen        | 3:07:14    |
| 05    | Bernard Brandt          | SC La Brévine  | 3:07:46    |
| 06    | Josef Vinzenz           | Chur           | 3:08:18    |
| 07    | Sverre Sartz            | St. Gallen     | 3:09:24    |
| 08    | Jean-Pierre Pellouchoud | SC La Brévine  | 3:09:59    |
| 09    | Paul Bebi               | SC Davos       | 3:10:15    |
| 010   | Alphonse Baume          | SC La Brévine  | 3:11:40    |

Datum: Sonntag, 30. Januar 1966 im Eigenthal

Denis Mast siegte mit drei Minuten und 30 Sekunden Vorsprung auf den Vorjahressieger Konrad Hischier.

#### 1 × 10km + 3 × 7,5 km Staffel
| Platz | Namen                                                           | Verein          | Zeit (std) |
| ----- | --------------------------------------------------------------- | --------------- | ---------- |
| 01    | Raphael Kreuzer Gregor Hischier Konrad Hischier Hermann Kreuzer | SC Obergoms     | 3:06:52,8  |
| 02    | Othmar Kälin Franz Betschart Franz Kälin Alois Kälin            | SC Einsiedeln   | 3:08:04,5  |
| 03    | Franz Oetiker Meinrad Giossi Hermann Walther Hans Oberer        | Grenzwachtkorps | 3:08:45,5  |
| 04    |                                                                 | SC La Brévine   | 3:09:13,7  |
| 05    |                                                                 | Riedern GL      | 3:10:39,2  |

Datum: Sonntag, 13. Februar 1966 in Andermatt
 Es waren 17 Mannschaften am Start. Aufgrund des starken Windes wurde die Streckenlänge für die letzten drei Läufer auf 7,5 km verkürzt.

### Frauen

#### 10 km
| Platz | Name                 | Verein      | Zeit (std) |
| ----- | -------------------- | ----------- | ---------- |
| 01    | Jacqueline Frey      | Mont Soleil | 1:23:44,0  |
| 02    | Marianne Leutenegger | Zürich      | 1:24:17,6  |
| 03    | Käthi Spycher        | Bern        | 1:30:33,2  |

Datum: Sonntag, 13. Februar 1966 in Andermatt

## Nordische Kombination

### Einzel
| Platz | Name             | Verein            | Weiten        | Punktestand nach dem Springen | Gesamtpunkte |
| ----- | ---------------- | ----------------- | ------------- | ----------------------------- | ------------ |
| 01    | Alois Kälin      | SC Einsiedeln     | 68,0 m 68,0 m | 190,3                         | 572,42       |
| 02    | Gilgian Künzi    | SC Kandersteg     | 54,0 m 56,0 m | 118,2                         | 391,96       |
| 03    | Jürg Wolfsberger | Bern              | 66,0 m 69,0 m | 180,7                         | 378,55       |
| 04    | Karl Holzer      | SC Kandersteg     | 59,0 m 59,0 m | 134,0                         | 368,47       |
| 05    | Kurt Schaad      | Altstetten-Zürich |               |                               | 362,51       |

Datum: Samstag, 12. Februar 1966 in Andermatt

Kälin holte mit zwei Sprüngen auf 68 m und 572,42 Punkten seinen sechsten Meistertitel in der Nordischen Kombination.

## Skispringen

### Normalschanze
| Platz | Name                 | Verein        | Weite 1 | Weite 2 | Punkte |
| ----- | -------------------- | ------------- | ------- | ------- | ------ |
| 01    | Heribert Schmid      | Olten         | 68,0 m  | 69,0 m  | 254,1  |
| 02    | Richard Pfiffner     | Zürich        | 66,5 m  | 68,0 m  | 253,5  |
| 03    | Max Walter           | Mümliswil     | 63,5 m  | 61,5 m  | 230,6  |
| 04    | Heini Moser          | Langenbruck   | 64,0 m  | 64,0 m  | 229,1  |
| 05    | Sepp Zehnder         | SC Einsiedeln | 70,5 m  | 68,5 m  | 228,5  |
| 06    | Jürg Wolfsberger     | Bern          | 64,0 m  | 60,0 m  | 228,1  |
| 07    | Jose Wirth           | Le Locle      | 58,0 m  | 61,5 m  | 225,8  |
| 08    | Fredy Neuenschwander | Mümliswil     | 64,0 m  | 59,0 m  | 223,7  |
| 09    | Urs Schöni           | Biel          | 64,0 m  | 59,0 m  | 221,4  |
| 10    | Hans Stoll           | Rüeschegg     | 60,5 m  | 60,5 m  | 218,4  |

Datum: Sonntag, 20. März 1966 in Langenbruck

Dieser Wettbewerb sollte ursprünglich im Februar 1966 in Andermatt stattfinden, wurde aufgrund starken Windes abgesagt und auf die Freichelen-Schanze in Langenbruck verlegt. Hier gewann zum vierten Mal in Folge Heribert Schmid mit Weiten und 68 m und 69 m und 254,1 Punkten vor Richard Pfiffner und Max Walter.